# Domolasioptera curatellae
Domolasioptera curatellae är en tvåvingeart som beskrevs av Edwin Möhn 1975. Domolasioptera curatellae ingår i släktet Domolasioptera och familjen gallmyggor.
Artens utbredningsområde är El Salvador. Inga underarter finns listade i Catalogue of Life.